# Valeriana lancifolia
Valeriana lancifolia är en kaprifolväxtart som beskrevs av Hand.-mazz. Valeriana lancifolia ingår i släktet vänderötter, och familjen kaprifolväxter. Inga underarter finns listade i Catalogue of Life.